# Edwin Roberts
Edwin Anthony Roberts (Port of Spain, 12 agosto 1941) è un ex velocista trinidadiano.

## Palmarès
| Anno | Manifestazione          | Sede              | Evento      | Risultato  | Prestazione      | Note              |
| ---- | ----------------------- | ----------------- | ----------- | ---------- | ---------------- | ----------------- |
| 1962 | Giochi CAC              | Kingston          | 200 m piani | Bronzo     | 21"4             |                   |
| 1962 | Giochi CAC              | Kingston          | 4×100 m     | Argento    | 40"7             |                   |
| 1962 | Giochi CAC              | Kingston          | 4×400 m     | Argento    | 3'12"5           |                   |
| 1964 | Giochi olimpici         | Tokyo             | 200 m piani | Bronzo     | 20"6 (20"63)     |                   |
| 1964 | Giochi olimpici         | Tokyo             | 4×400 m     | Bronzo     | 3'01"7           |                   |
| 1966 | Giochi CAC              | San Juan          | 100 m piani | Argento    | 10"3             |                   |
| 1966 | Giochi CAC              | San Juan          | 200 m piani | Oro        | 20"8 (20"70)     |                   |
| 1966 | Giochi CAC              | San Juan          | 4×100 m     | Argento    | 40"6             |                   |
| 1966 | Giochi CAC              | San Juan          | 4×400 m     | Argento    | 3'09"4           |                   |
| 1966 | Giochi del Commonwealth | Kingston          | 100 iarde   | Bronzo     | 9"52             |                   |
| 1966 | Giochi del Commonwealth | Kingston          | 220 iarde   | Argento    | 20"93            |                   |
| 1966 | Giochi del Commonwealth | Kingston          | 4×440 iarde | Oro        | 3'02"8           | Record dei Giochi |
| 1968 | Giochi olimpici         | Città del Messico | 200 m piani | 4º         | 20"3 (20"34)     |                   |
| 1968 | Giochi olimpici         | Città del Messico | 4×100 m     | Semifinale | 39"5 (39"52)     |                   |
| 1968 | Giochi olimpici         | Città del Messico | 4×400 m     | 6º         | 3'04"5 (3'04"54) |                   |
| 1970 | Giochi del Commonwealth | Edimburgo         | 200 m piani | Argento    | 20"69            |                   |
| 1970 | Giochi del Commonwealth | Edimburgo         | 4×400 m     | Argento    | 3'05"49          |                   |
| 1971 | Giochi panamericani     | Cali              | 200 m piani | Bronzo     | 20"39            |                   |
| 1971 | Giochi panamericani     | Cali              | 4×400 m     | Bronzo     | 3'04"58          |                   |
| 1972 | Giochi olimpici         | Monaco            | 200 m piani | Batteria   | 20"99            |                   |
| 1972 | Giochi olimpici         | Monaco            | 4×400 m     | 8º         | 3'03"58          |                   |